# Atto di Tolleranza del Maryland
L'Atto di Tolleranza del Maryland, anche conosciuto "Atto sulla Religione", era una legge che consentiva tolleranza verso i cristiani che riconoscevano come vero il dogma della Trinità.
Approvata il 21 settembre 1649 dall'assemblea della provincia del Maryland, era la seconda legge che trattava il tema della tolleranza religiosa fra le colonie britanniche del Nord America e la prima nel mondo contro la discriminazione d'opinione. La prima legge concernente la materia religiosa fra le colonie nordamericane fu invece approvata nel Rhode Island, 1636, la quale proibiva persecuzioni a sfondo religioso, inclusi gli unitariani. Il Rhode Island fu anche la prima colonia a separare Stato e Chiesa. Gli storici ancora oggi dibattono se questo atto abbia o no influenzato la libertà di religione che venne legiferata in seguito con la creazione degli Stati Uniti d'America.
La famiglia Calvert, che fondò il Maryland principalmente come rifugio per cattolici inglesi, era indirizzata a creare un corpo di leggi che proteggesse i coloni cattolici o comunque tutti coloro che non si conformavano all'anglicanesimo, all'epoca dominante nel Regno d'Inghilterra e nelle sue colonie.

## Origine della legge

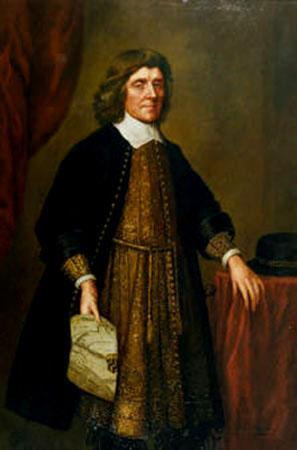
Cecilius Calvert promulgatore dell'Atto di Tolleranza del Maryland

La Provincia del Maryland fu creata da Cecilius Calvert nel 1634. Come suo padre George, che aveva ottenuto il permesso a fondare una colonia, Cecilius Calvert era un cattolico ai tempi in cui l'Inghilterra era dominata dalla Chiesa Anglicana.
Nel progetto dei Calvert, la colonia avrebbe dovuto essere un paradiso per i cattolici espulsi dall'Inghilterra; e una fonte di reddito per loro stessi e la loro discendenza.
Molti dei primi coloni erano cattolici, compresi almeno due preti; uno dei quali divenne il primo cronista storico della colonia.
Ma qualunque fossero le intenzioni dei Calvert, la provincia del Maryland restava una colonia di una nazione anglicana. I suoi statuti erano concessi da un Re anglicano e sembrava fosse scontato che la Chiesa anglicana sarebbe stata quella ufficiale. Gli anglicani, e più tardi i puritani, oltrepassarono rapidamente di numero gli originari coloni cattolici. Perciò dal 1649, quando la legge passò, l'assemblea coloniale era in maggioranza protestante, e l'Atto di Tolleranza era a tutti gli effetti un atto di tolleranza dei protestanti nei confronti dei cattolici, piuttosto che il viceversa.
Sin dai primi giorni nel Maryland, Cecilius Calvert aveva diffidato i coloni affinché lasciassero alle spalle tutti i rancori e le rivalità. Insieme alle istruzioni su come dovevano disporsi gli stanziamenti e le difese della colonia, egli rimarcò la sua leadership per assicurare pace tra cattolici e protestanti. Inoltre chiese ai cattolici di praticare la fede in maniera più riservata possibile, in modo da non disturbare la pace. 
L'ordinanza del 1639, la prima bozza di leggi del Maryland, esprimeva una generica salvaguardia per i diritti dell'uomo, ma non entrava specificatamente nei dettagli per la protezione delle minoranze religiose, di nessun genere.
La pace prevalse sino allo scoppio della Guerra civile inglese, la quale aprì spaccature all'interno dell'assemblea e minacciò la leadership dei Calvert sul Maryland.
Nel 1647, dopo la morte del governatore Leonard Calvert, i protestanti si impadronirono della guida della colonia. Cecil Calvert, secondo barone di Baltimora, riconquistò rapidamente il potere, ma riconobbe che una tolleranza religiosa non specificata in dettaglio nella legge era debole e vulnerabile. Questo riconoscimento era coinciso con l'arrivo di un gruppo di puritani che Calvert aveva indotto a stabilirsi a Providence (oggi Annapolis, capitale dello Stato del Maryland), con la garanzia di libertà di culto.
Anche per confermare le promesse che fece loro, Calvert scrisse l'Atto di Tolleranza e invitò l'assemblea coloniale a votarlo. Questo avvenne nel 21 aprile 1649.

## Descrizione
L'Atto di Tolleranza del Maryland permetteva a specifici gruppi religiosi di praticare il loro culto senza tema d'essere puniti, ma conservando la possibilità di revocare tale concessione in ogni momento. Inoltre esso garantiva tolleranza solo ai cristiani che abbracciavano il dogma della trinità. La legge era molto esplicita nel riservare tali concessioni ai soli cristiani:
(Atto di Tolleranza del Maryland,1649)
I coloni che negavano la trinità o la divinità di Gesù Cristo, erano soggetti a condanna a morte o alla confisca delle terre possedute. Ciò significava che ebrei, unitariani e altri dissidenti della trinità cristiana praticavano i loro riti a rischio della vita.
Ogni persona che avesse insultato la vergine Maria, gli apostoli o gli evangelisti sarebbe stato frustato, incarcerato o multato. Viceversa i diritti di culto dei trinitaristi cristiani erano preservati.
La legge bandiva l'uso del termine "eretico" e altri insulti a tema religioso. Questo tentativo di limitare l'uso di diffamazioni o insulti a sfondo religioso è stato descritto come il primo esperimento nel mondo di limitare la discriminazione a sfondo religioso.
La legge fu applicata in almeno un caso di tentativo di perseguire un non cristiano. Nel 1658, un ebreo di nome Jacob Lumbrozo fu accusato di blasfemia dopo aver detto pubblicamente che Gesù non era figlio di Dio e che i miracoli descritti nel Nuovo Testamento erano giochi di prestigio. Lumbrozo non negò di aver pronunciato quelle parole, ma disse anche che aveva solo risposto a domande che gli erano poste direttamente a lui in un battibecco. Venne dunque processato e infine assolto; gli fu data piena cittadinanza come conseguenza della restaurazione di Calvert a seguito della Guerra Civile Inglese.
La legge aveva i suoi detrattori anche tra i gruppi che erano protetti da questa. I puritani erano 
preoccupati dal fatto che l'Atto e il governo in generale discendevano da monarchici e del Re. Inoltre erano anche preoccupati che giurando fedeltà a Calvert, che era cattolico, sarebbero stati subordinati al Papa, che essi consideravano l'Anticristo. Infine anche alcuni anglicani si opposero alla legge, credendo che la Chiesa d'Inghilterra avrebbe dovuta essere l'unica Chiesa riconosciuta della colonia.

## Abrogazione e conseguenze

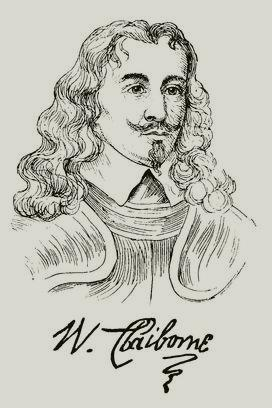
William Claiborne (1600-1677) abrogò l'Atto di Tolleranza del Maryland durante il regno di Oliver Cromwell

Nel 1654, solo 5 anni dopo il suo promulgamento, l'Atto fu abrogato. Due anni prima i protestanti si impossessarono della guida della colonia, a seguito della condanna a morte di Carlo I d'Inghilterra e dello scoppio della Guerra Civile Inglese.
Nelle prime fasi del conflitto, l'assemblea coloniale del Maryland e quella della colonia confinante della Virginia, avevano pubblicamente dichiarato il loro supporto al Re. Il Parlamento di Oliver Cromwell nominò una commissione di protestanti leali alla sua causa in modo da tenere sotto controllo le colonie; due di loro, il virginiano William Caliborne e la guida dei puritani Richard Bennett presero il controllo del governo coloniale nella città di Saint Mary, nel 1652.
In aggiunta all'abrogazione dell'Atto di Tolleranza, con l'appoggio dei membri protestanti dell'assemblea, Claiborne e Bennett promulgarono una nuova legge che escludeva i cattolici dalla pratica pubblica dei riti religiosi.
Calvert riprese il controllo dopo aver fatto un accordo con i protestanti della colonia e, nel 1658, l'Atto venne ripristinato ancora una volta dall'assemblea coloniale. Questa volta rimase in vigore per oltre 30 anni, fino al 1692.
Con l'avvento della Gloriosa Rivoluzione nel 1688 in Inghilterra, quando fu deposto il Re cattolico Giacomo II d'Inghilterra e ascese al trono il protestante Guglielmo III d'Orange, una ribellione rovesciò Calvert nella guida del Maryland per mano dei protestanti puritani. Subito questi rescissero l'Atto di Tolleranza e proibirono le pratiche pubbliche dei cattolici. L'Atto non fu più ripristinato sotto le guida coloniale. Infatti la colonia istituì la Chiesa d'Inghilterra come Chiesa di Stato nel 1702 e esplicitamente tolse la possibilità di voto dei cattolici nel 1718.
I Calvert riottennero il potere nel 1715, ma solo dopo che Benedetto Calvert si convertì al protestantesimo. Il suo controllo politico rimase flebile, tanto che egli non rischiò mai di restaurare la protezione nei confronti dei cattolici.. Bisognerà attendere la Rivoluzione Americana per vedere messa in pratica la tolleranza o la libertà religiosa nel Maryland.
Anche se la legge non assicurò piena libertà religiosa e anche se aveva serie limitazioni, nondimeno fu una significativa pietra miliare nella storia. Anticipò l'Illuminismo, il quale generalmente lo si fa iniziare quando le idee di libertà religiosa presero piede, e occupa il primo posto nella storia in termini di tolleranza religiosa promulgata in legge in America e nel Regno d'Inghilterra.
In seguito vennero altre leggi che assicurarono tolleranza e libertà religiosa, come l'Atto di Tolleranza Inglese del 1689, il Sacro Esperimento dei quaccheri in Pennsylvania e leggi concernenti la religione in altre colonie come la Carolina del Sud, le quali possono essere state influenzate dal suo esempio.